# Arrondissement de Grand Dakar
Das Arrondissement de Grand Dakar ist eines der vier Arrondissements, in die das Département Dakar gegliedert ist, das seinerseits deckungsgleich ist mit dem Stadtgebiet der Metropole Ville de Dakar, der Hauptstadt Senegals. Das Arrondissement umfasst sechs Stadtbezirke, denen jeweils der Status einer Gemeinde (commune) zukommt.

## Geografie
Das Arrondissement liegt im Inneren und an der Ostküste der Cap-Vert-Halbinsel. Von Norden, Westen und Süden wird das Gebiet von den anderen Arrondissements der Metropole umschlossen. Das Arrondissement hat nach Angaben zum Zensus 2023 eine Fläche von 20,910 km² (zuvor 18,9 km²).

## Bevölkerung

Arrondissements und Stadtbezirke in Dakar

Die letzten Volkszählungen ergaben für das Arrondissement jeweils folgende Einwohnerzahlen:
| Stadtbezirk             | Fläche km² | Einwohner 2002 | Einwohner 2013 | Einwohner 2023 |
| ----------------------- | ---------- | -------------- | -------------- | -------------- |
| Grand Dakar             | 1,039      | 64.290         | 47.012         | 47.334         |
| Biscuiterie             | 1,215      | 50.597         | 68.547         | 74.025         |
| HLM                     | 1,740      | 41.523         | 39.126         | 42.975         |
| Hann-Bel Air            | 12,390     | 35.768         | 67.961         | 86.908         |
| Sicap-Liberté           | 3,183      | 41.889         | 47.164         | 41.079         |
| Dieuppeul-Derklé        | 1,343      | 35.452         | 36.917         | 38.725         |
| Arrondissement zusammen | 20,910     | 269.519        | 306.726        | 331.046        |